# Robert Mihajlovics Svarcman
Robert Mihajlovics Svarcman  (oroszul: Ро́берт Миха́йлович Шва́рцман, fonetikusan: [ˈrobʲert mʲɪˈxajləvʲɪtɕ ˈʂvartsmɐn]; Szentpétervár, 1999. szeptember 16.–) izraeli-orosz autóversenyző, a 2018-as Toyota Racing Series szezon és a 2019-es FIA Formula–3 bajnokság győztese. 2022-től 2024-ig a Ferrari Formula–1-es csapatának tesztpilótája volt.

## Pályafutása

### Gokart
Svarcman Szentpéterváron született és ötéves korában kezdte autóversenyzői pályafutását, 2004-től különböző európai gokart-bajnokságokon indult.

### Formulaautózás
2014-ben hét versenyen az olasz Formula–4-bajnokságban indult a Cram Motorsport versenyzőjeként és a pontverseny 16. helyén végzett. 2015-ben már teljes szezont teljesített a bajnokságban és a Mücke Motorsport pilótájaként két versenyt is megnyert, amivel a 3. helyen zárt összetettben.
2016-ban a Formula Renault 2.0 Európa-kupa futamain vett részt és a 8. helyen végzett a pontversenyben. Emellett indult az észak-európai kupában is, ahol két futamot is nyert, a bajnokságot pedig a 3. helyen fejezte be. A következő idényben az R-ace GP versenyzőjeként és Will Palmer csapattársaként vett részt a Formula Renault 2.0 Európa-kupában. Hat versenyt nyert meg az idény során és két futamot kivéve a dobogón állhatott minden fordulót követően, azonban ezzel a teljesítménnyel is csak a bajnokság 3. helyén zárt Sacha Fenestraz és Palmer mögött.
2016 novemberében a GP3-as Koiranen GP csapatának autóját tesztelte a Yas Marina Circuiton.
2018-ban az M2 Competition csapatának tagjaként a Toyota Racing Series elnevezésű sorozatban vett részt. A szezon során egy futamgyőzelmet aratott, emellett pedig kilenc alkalommal állhatott dobogón és az év végén bajnoki címet szerzett a sorozatban Richard Verschoort megelőzve összetettben.
Az olasz Prema Powerteam a 2018-as szezonra szerződtette a Formula–3 Európa-bajnokságon induló csapatába, miközben tagja lett a Ferrari akadémiájának is. Spielbergben, Ausztriában szerezte meg első győzelmét a sorozatban, majd ő lett az első az idényzáró futamon is. Ezzel összességében a bajnokság 3. helyén zárt Mick Schumacher és Dan Ticktum mögött, valamint megnyerte az újoncok számára kiírt pontversenyt.

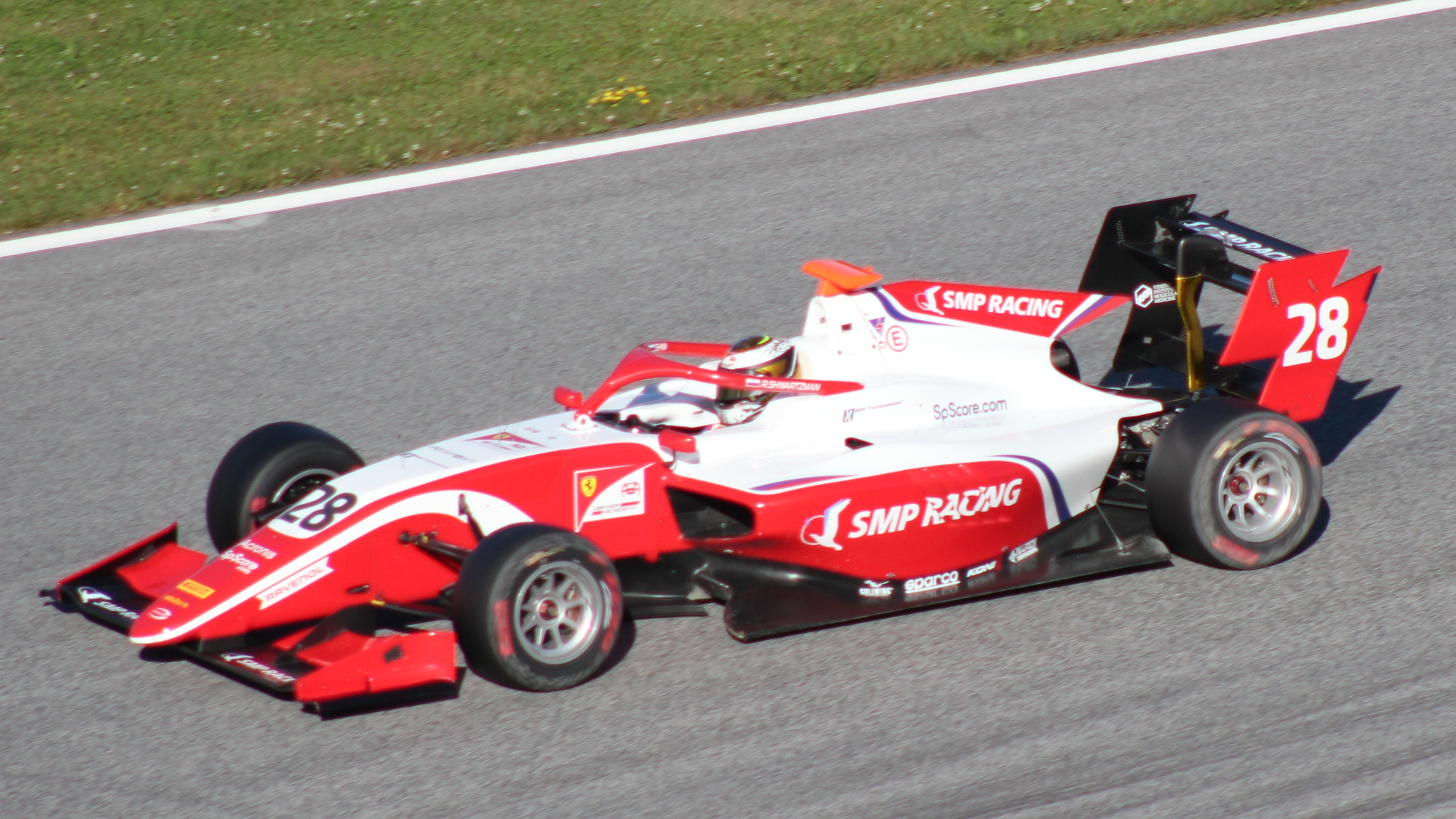
Svarcman 2019-ben az osztrák nagydíjon.

2019-ben a GP3 és a Formula–3 Európa bajnokság összeolvadásaként létrejött, FIA Formula–3-ban versenyzett szintén a Premával. Svarcman a szezon kezdetétől uralta a bajnokságot, mindössze egy fordulót követően nem ő állt a bajnoki tabella élén. Három futamot nyert a szezon során, összesen kilenc alkalommal állhatott fel a dobogóra, és csapattársai, Marcus Armstrong, valamint Jehan Daruvala előtt megnyerte a bajnokságot.
2020-tól az FIA Formula–2 bajnokságban versenyez szintén a Prema Racing színeiben. Július 11-én megnyerte a második osztrák forduló főversenyét, úgy hogy a 27. körben megelőzte a nagyrészt vizes aszfalton Csou Kuan-jüt. Egy héttel később, július 18-án a Hungaroringen a 11. pozícióból rajtolt, majd folyamatos felzárkózások után, hat körrel a vége előtt a célegyenesben utasította maga mögé csapattársát, Mick Schumachert és ezzel második futamgyőzelmét aratta. Augusztus 9-én a második brit versenyhétvége sprintfutamán az első helyen haladt, de 2 körrel a futam vége előtt összeütközött Schumacherrel, amelynek következtében az autója első szárnya súlyosan megrongálódott és végül egészen a tizenharmadik helyre csúszott vissza. Augusztus 30-án Belgiumban a sprintversenyen a negyedik körben Dan Ticktum és Roy Nissany összeérését követően állt az élre és egészen a kockás zászlóig magabiztosan versenyezett, amivel behúzta harmadik elsőségét is. November 29-én Bahreinben a fordított rajtrács miatt az élről kezdhetett a második felvonáson, amelyet meg is nyert. Az évad végén a 4. pozícióban zárta a tabellát 177 ponttal.
2020. december 7-én bejelentették, hogy 2021-ben is marad a Prema csapatánál, ahol az újdonsült F3-as bajnok, Oscar Piastri lett a partnere. A bahreini második sprintfutamon az első kanyarban ütközött, így kiesni kényszerült. Az egy nappal későbbi futamon kiütötte Roy Nissanyt, de célba ért a 7. helyen. Monacóban az időmérő edzésen 2. lett Théo Pourchaire mögött, a futamon pedig a 4. pozícióban látta meg a kockás zászlót. Június 5-én, Azerbajdzsánban a fordított rajtrács után az élről kezdhetett, amit végig megőrzött és első győzelmét aratta az évben. A főfutamon tizedikként indult és folyamatos felzárkózásának köszönhetően felállhatott a pódium 3. fokára. A brit nagydíj első versenyén a második sorból egy jó elindulásnak köszönhetően átvette a vezetést és ezzel második győzelmét szerezte meg. A második sprintfutamon a 9. helyről forgott meg az utolsó kanyarban, ami miatt nem szerzett pontot. Szeptember 11-én az olaszországi Monzában két körrel a vége előtt megelőzte a 3. pozícióért David Beckmannt. A vadonatúj dzsiddai utcai aszafaltcsík első futamán eredetileg negyedikként ért be, de Christian Lundgaard büntetése után 3. lett. A fordulózárón csapattársa, Oscar Piastri mögül indulhatott, de mivel nem teljesítették a teljes versenytávot, ezért fél pontokban részesült. A szezonzáró hétvégén, a Yas Marina pályán végül 5. lett, amivel elvesztette a bajnoki címért folytatott küzdelmet Piastrival szemben és ezüstérmes lett összetettben. December 9-én bejelentette, hogy távozik a Formula–2-ből és azon fog dolgozni 2022-ben, hogy bekerülhessen a Formula–1-be.

### Formula–1
A 2020-as abu-dzabi nagydíj 1. szabadedzésén a Haas csapatával vett volna részt, de végül nem került fel a nevezési listára. A 2021-es szezon utáni újonc teszten ült autóba a Haas és a Ferrari színeiben. December 15-én az utolsó napon ő volt a leggyorsabb egy 1:25.348-as köridővel.
2021. december 22-én egyik közösségi oldalán jelentette be, hogy 2022-ben a Ferrari hivatalos tesztpilótája lesz. 2022-re a Nemzatközi Automobil Szövetség (FIA) szankcionálta az orosz versenyzőket, amikor Ororoszország megtámadta Ukrajnát, ezért Svarcman izraeli licenszre váltott. Két 1. szabadedzésen ülhetett autóba, az Egyesült Államokban és Abu-dzabiban. Szeptemberben egy privát teszten is részt vett a Ferrari SF21-el a fioranói pályán Antonio Giovinazzival együtt, felkészítés céljából. A szezon utáni teszteken is lehetőséget kapott.
2023-ra távozott a Ferrari versenyzői akadémiáról, viszont a Ferrari elsőszámú tartalékjává lépett elő. Összesen két szabadedzést teljesített: Hollandiában és a szezonzárón. Utóbbin a 8. helyen intették le. Az SF-23-mal a szezon utáni teszteken 123 kört futott.
2024-ben is a Ferrari egyik tartalékjaként folytatta. A Kick Sauberrel kétszer vezetett szabadedzésen: Hollandiában és Mexikóvárosban, ahol egy 5 rajthelyes büntetést kapott, mert előzött egy dupla sárga zászlós periódus alatt. Ezt viszont csak akkor kell letöltenie, ha egyszer éles versenyhétvégén is versenyez. Egy hónappal később, miután aláírt a Premához az IndyCarban, bejelentette, hogy elhagyta a Ferrarit.

### Sportautózás

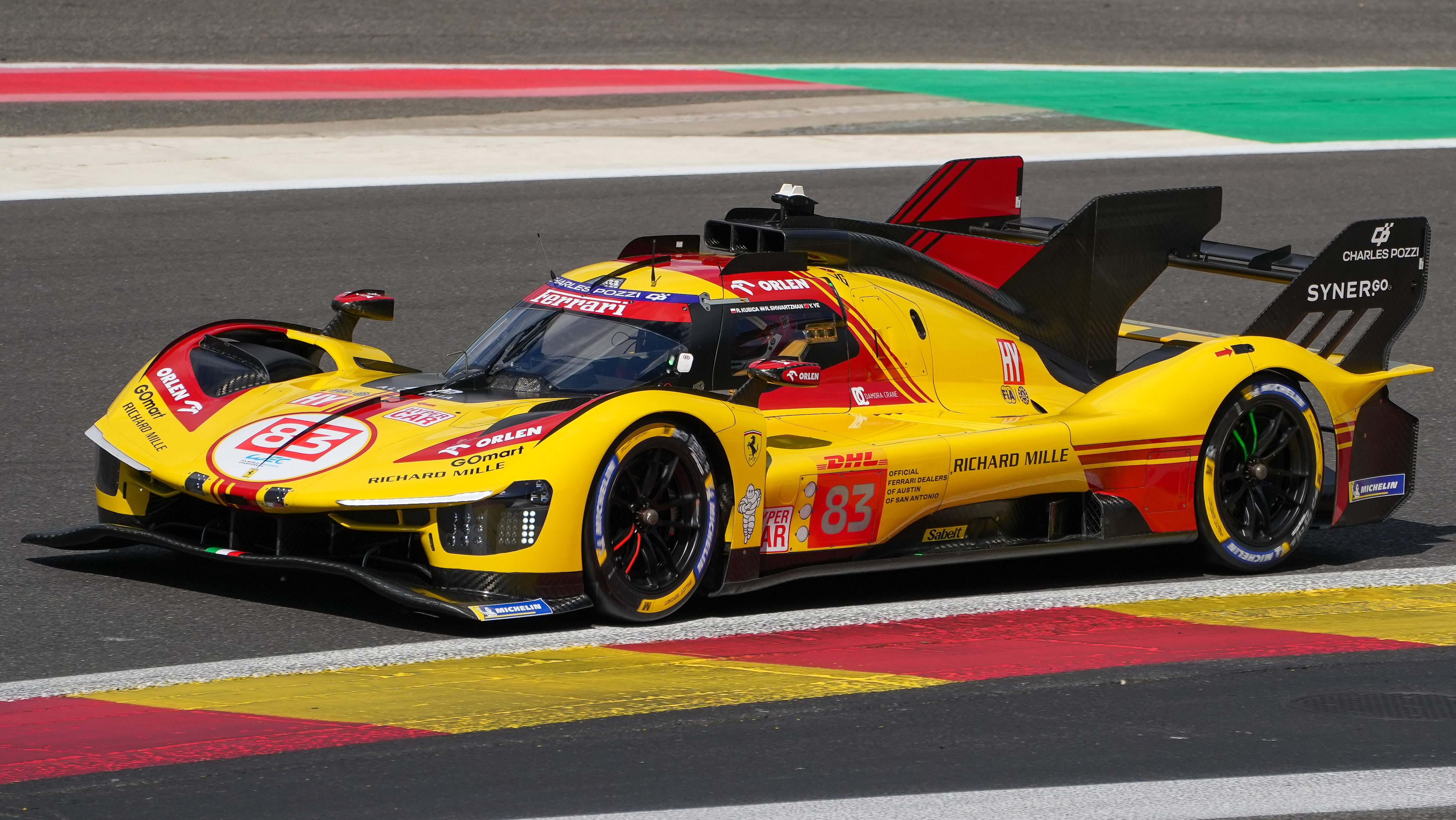
Svarcmanék triója a 2023-as spái 6 óráson.

2023-ban visszatért a versenyzéshez a GT Európa Endurance-kupában az AF Corse csapatával, egy Ferrari 296 GT3 volánja mögött, Nicklas Nielsennel és Alessio Roverával. Az év a Ferrari 499P Hypercar-t vezethette Bahreinben a WEC újonctesztjén. Összesítésben a leggyorsabb kört ő érte el.
2024-ben a hosszútávú-világbajnokságon (WEC) a privát AF Corse csapatában ment Robert Kubica és Dzse Dzsefej mellett. Jól kezdték a szezont, mivel a #83-as egységük a negyedik helyen zárta a katari 1812 km-erest. A 2024-es Le Mans-i 24 órás versenyen az élen álltak a hatórás határnál, de 30 másodpercre megbüntették őket, mikor Kubica kiforgatta Dries Vanthoort. 248 kör után mechanikai probléma miatt feladták a viadalt. A Lone Star Le Mans-i futamot győzelemmel zárták, megszerezve egyetlen diadalukat az évben. A záró bahreini 8 óráson nyolcadikak lettek, amivel bebiztosították a 9. helyüket a Hypercar tabellán 57 ponttal.

### IndyCar
2023 januárjában egy IndyCar-teszten vett részt a Chip Ganassi Racing alakulatával.
2024. november 5-én korábbi csapata, a Prema Racing bejelentette, hogy a teljes 2025-ös évadra nevezi Svarcmant az IndyCarba, korábbi FIA Formula–2-es csapattársa, Callum Ilott mellé.
A 2025-ös Indianapolisi 500-ra pole-pozícióból kvalifikálta magát, ezzel ő lett az első ujonc pilota, aki az első rajtkockába kvalifikált, az olasz Teo Fabi 1983-as időmérős győzelme óta.

## Eredményei

### Karrier összefoglaló
| Szezon  | Bajnokság                       | Csapat                       | Verseny        | Győzelem       | Pole           | Leggyorsabb kör | Dobogós helyezés | Pont           | Helyezés       |
| ------- | ------------------------------- | ---------------------------- | -------------- | -------------- | -------------- | --------------- | ---------------- | -------------- | -------------- |
| 2014    | Olasz Formula–4-bajnokság       | Cram Motorsport              | 6              | 0              | 0              | 0               | 0                | 26             | 16.            |
| 2015    | Olasz Formula–4-bajnokság       | Mücke Motorsport             | 21             | 2              | 4              | 3               | 8                | 212            | 3.             |
| 2015    | ADAC Formula–4-bajnokság        | ADAC Berlin-Brandenburg e.V. | 20             | 0              | 0              | 4               | 8                | 167            | 4.             |
| 2016    | Formula Renault 2.0 Európa-kupa | Josef Kaufmann Racing        | 15             | 0              | 0              | 0               | 1                | 75             | 8.             |
| 2016    | Formula Renault NEC             | Josef Kaufmann Racing        | 15             | 2              | 1              | 2               | 3                | 206            | 6.             |
| 2017    | Formula Renault 2.0 Európa-kupa | R-ace GP                     | 23             | 6              | 7              | 7               | 12               | 285            | 3.             |
| 2017    | Formula Renault NEC             | R-ace GP                     | 3              | 0              | 0              | 0               | 1                | 0              | HN‡            |
| 2018    | Formula–3 Európa-bajnokság      | Prema Theodore Racing        | 30             | 2              | 3              | 1               | 11               | 294            | 3.             |
| 2018    | Makaói nagydíj                  | SJM Theodore Racing by Prema | 1              | 0              | 0              | 0               | 0                | —              | 9.             |
| 2018    | Toyota Racing Series            | M2 Competition               | 15             | 1              | 3              | 3               | 9                | 916            | 1.             |
| 2019    | Formula–3                       | Prema Racing                 | 16             | 3              | 2              | 2               | 10               | 212            | 1.             |
| 2019    | Makaói nagydíj                  | SJM Prema Theodore Racing    | 1              | 0              | 0              | 0               | 0                | —              | Kiesett        |
| 2020    | Formula–2                       | Prema Racing                 | 24             | 4              | 0              | 1               | 6                | 177            | 4.             |
| 2021    | Formula–2                       | Prema Racing                 | 23             | 2              | 0              | 3               | 8                | 192            | 2.             |
| 2022    | Formula–1                       | Ferrari                      | Tesztpilóta    | Tesztpilóta    | Tesztpilóta    | Tesztpilóta     | Tesztpilóta      | Tesztpilóta    | Tesztpilóta    |
| 2022–23 | Formula–E                       | DS Penske                    | Tesztpilóta    | Tesztpilóta    | Tesztpilóta    | Tesztpilóta     | Tesztpilóta      | Tesztpilóta    | Tesztpilóta    |
| 2023    | GT Európa Endurance-kupa        | AF Corse                     | 5              | 1              | 1              | 0               | 1                | 36             | 8.             |
| 2023    | Formula–1                       | Ferrari                      | Tartalékpilóta | Tartalékpilóta | Tartalékpilóta | Tartalékpilóta  | Tartalékpilóta   | Tartalékpilóta | Tartalékpilóta |
| 2023–24 | Formula–E                       | DS Penske                    | Tesztpilóta    | Tesztpilóta    | Tesztpilóta    | Tesztpilóta     | Tesztpilóta      | Tesztpilóta    | Tesztpilóta    |
| 2024    | WEC                             | AF Corse                     | 8              | 1              | 0              | 0               | 1                | 57             | 9.             |
| 2024    | Formula–1                       | Ferrari                      | Tartalékpilóta | Tartalékpilóta | Tartalékpilóta | Tartalékpilóta  | Tartalékpilóta   | Tartalékpilóta | Tartalékpilóta |
| 2025    | IndyCar                         | Prema Racing                 | 0              | 0              | 0              | 0               | 0                | 0*             | HN*            |

* A szezon jelenleg is zajlik.
‡ Mivel Svarcman vendégversenyző volt, így nem jogosult bajnoki pontokra.

### Teljes Formula–3 Európa-bajnokság eredménysorozata
(Táblázat értelmezése)

(Félkövér: pole-pozícióból indult; dőlt: leggyorsabb kört futott) 

| Év   | Csapat                | 1       | 2       | 3        | 4       | 5       | 6        | 7       | 8        | 9       | 10      | 11      | 12       | 13      | 14      | 15      | 16      | 17      | 18       | 19      | 20      | 21      | 22      | 23    | 24      | 25      | 26      | 27      | 28      | 29      | 30      | Helyezés | Pont |
| ---- | --------------------- | ------- | ------- | -------- | ------- | ------- | -------- | ------- | -------- | ------- | ------- | ------- | -------- | ------- | ------- | ------- | ------- | ------- | -------- | ------- | ------- | ------- | ------- | ----- | ------- | ------- | ------- | ------- | ------- | ------- | ------- | -------- | ---- |
| 2018 | Prema Theodore Racing | PAU 1 8 | PAU 2 9 | PAU 3 6‡ | HUN 1 3 | HUN 2 5 | HUN 3 Ki | NOR 1 6 | NOR 2 Ki | NOR 3 7 | ZAN 1 8 | ZAN 2 7 | ZAN 3 11 | SPA 1 5 | SPA 2 4 | SPA 3 2 | SIL 1 8 | SIL 2 9 | SIL 3 10 | MIS 1 3 | MIS 2 9 | MIS 3 7 | NÜR 1 2 | NÜR 2 | NÜR 3 2 | RBR 1 2 | RBR 2 3 | RBR 3 1 | HOC 1 2 | HOC 2 5 | HOC 3 1 | 3.       | 294  |

‡ A versenyt félbeszakították, és mivel nem teljesítették a táv 75%-át, így csak a pontok felét kapta meg.

### Teljes FIA Formula–3-as eredménysorozata
(Táblázat értelmezése)

(Félkövér: pole-pozícióból indult; dőlt: leggyorsabb kört futott) 

| Év   | Csapat       | 1         | 2         | 3         | 4         | 5         | 6         | 7         | 8         | 9         | 10         | 11        | 12        | 13        | 14        | 15        | 16        | Helyezés | Pont |
| ---- | ------------ | --------- | --------- | --------- | --------- | --------- | --------- | --------- | --------- | --------- | ---------- | --------- | --------- | --------- | --------- | --------- | --------- | -------- | ---- |
| 2019 | Prema Racing | ESP FEA 1 | ESP SPR 4 | FRA FEA 2 | FRA SPR 1 | AUT FEA 5 | AUT SPR 3 | GBR FEA 5 | GBR SPR 2 | HUN FEA 5 | HUN SPR Ki | BEL FEA 2 | BEL SPR 3 | ITA FEA 1 | ITA SPR 8 | RUS FEA 2 | RUS SPR 3 | 1.       | 212  |

### Teljes FIA Formula–2-es eredménysorozata
(Táblázat értelmezése)

(Félkövér: pole-pozícióból indult; dőlt: leggyorsabb kört futott) 

| Év   | Csapat       | 1          | 2          | 3          | 4           | 5          | 6         | 7           | 8           | 9          | 10          | 11         | 12         | 13        | 14        | 15        | 16        | 17         | 18        | 19         | 20         | 21         | 22         | 23         | 24         | Helyezés | Pont |
| ---- | ------------ | ---------- | ---------- | ---------- | ----------- | ---------- | --------- | ----------- | ----------- | ---------- | ----------- | ---------- | ---------- | --------- | --------- | --------- | --------- | ---------- | --------- | ---------- | ---------- | ---------- | ---------- | ---------- | ---------- | -------- | ---- |
| 2020 | Prema Racing | AUT1 FEA 3 | AUT1 SPR 4 | AUT2 FEA 1 | AUT2 SPR Ki | HUN FEA 1  | HUN SPR 4 | GBR1 FEA 14 | GBR1 SPR 13 | GBR2 FEA 8 | GBR2 SPR 13 | ESP FEA 2  | ESP SPR 13 | BEL FEA 5 | BEL SPR 1 | ITA FEA 9 | ITA SPR 5 | MUG FEA Ki | MUG SPR 9 | RUS FEA 11 | RUS SPR 10 | BHR1 FEA 8 | BHR1 SPR 1 | BHR2 FEA 4 | BHR2 SPR 5 | 4.       | 177  |
| 2021 | Prema Racing | BHR SP1 4  | BHR SP2 Ki | BHR FEA 7  | MON SP1 Ki  | MON SP2 10 | MON FEA 4 | AZE SP1 1   | AZE SP2 5   | AZE FEA 3  | GBR SP1 1   | GBR SP2 15 | GBR FEA 5  | ITA SP1 6 | ITA SP2 3 | ITA FEA 6 | RUS SP1 3 | RUS SP2 T  | RUS FEA 4 | KSA SP1 5  | KSA SP2 3  | KSA FEA 2‡ | UAE SP1 4  | UAE SP2 2  | UAE FEA 5  | 2.       | 192  |

‡ A versenyt félbeszakították, és mivel nem teljesítették a táv 75%-át, így csak a pontok felét kapta meg.

### Teljes Formula–1-es eredménysorozata
(Táblázat értelmezése)

(Félkövér: pole-pozícióból indult; dőlt: leggyorsabb kört futott) 

| Év   | Csapat  | 1   | 2   | 3   | 4   | 5   | 6   | 7   | 8   | 9   | 10  | 11  | 12  | 13     | 14  | 15     | 16  | 17  | 18  | 19     | 20     | 21  | 22     | 23  | 24  | Helyezés | Pont |
| ---- | ------- | --- | --- | --- | --- | --- | --- | --- | --- | --- | --- | --- | --- | ------ | --- | ------ | --- | --- | --- | ------ | ------ | --- | ------ | --- | --- | -------- | ---- |
| 2022 | Ferrari | BHR | SAU | AUS | EMI | MIA | ESP | MON | AZE | CAN | GBR | AUT | FRA | HUN    | BEL | NED    | ITA | SIN | JPN | USA Tp | MEX    | BRA | UAE Tp |     |     | —        | —    |
| 2023 | Ferrari | BHR | SAU | AUS | AZE | MIA | MON | ESP | CAN | AUT | GBR | HUN | BEL | NED Tp | ITA | SIN    | JPN | QAT | USA | MEX    | BRA    | LVS | UAE Tp |     |     | —        | —    |
| 2024 | Sauber  | BHR | SAU | AUS | JPN | CHN | MIA | EMI | MON | CAN | ESP | AUT | GBR | HUN    | BEL | NED Tp | ITA | AZE | SIN | USA    | MEX Tp | BRA | LVS    | QAT | UAE | —        | —    |

### Teljes WEC eredménysorozata
(Táblázat értelmezése)

(Félkövér: pole-pozícióból indult; dőlt: leggyorsabb kört futott) 

| Év   | Csapat   | Osztály  | Autó         | 1     | 2     | 3     | 4      | 5      | 6     | 7      | 8     | Helyezés | Pont |
| ---- | -------- | -------- | ------------ | ----- | ----- | ----- | ------ | ------ | ----- | ------ | ----- | -------- | ---- |
| 2024 | AF Corse | Hypercar | Ferrari 499P | QAT 4 | IMO 8 | SPA 8 | LMS Ki | SÃO 11 | COA 1 | FUJ 12 | BHR 8 | 9.       | 57   |

### Le Mans-i 24 órás autóverseny
| Év   | Csapat   | Csapattárs                 | Autó         | Kategória | Kör | Összetett Helyezés | Kategória Helyezés |
| ---- | -------- | -------------------------- | ------------ | --------- | --- | ------------------ | ------------------ |
| 2024 | AF Corse | Robert Kubica Dzse Dzsefej | Ferrari 499P | Hypercar  | 248 | Kiesett            | Kiesett            |

### Teljes IndyCar eredménysorozata
| Év   | Csapat       | 1     | 2   | 3   | 4   | 5   | 6    | 7   | 8   | 9   | 10  | 11  | 12  | 13  | 14  | 15  | 16  | 17  | Helyezés | Pont |
| ---- | ------------ | ----- | --- | --- | --- | --- | ---- | --- | --- | --- | --- | --- | --- | --- | --- | --- | --- | --- | -------- | ---- |
| 2025 | Prema Racing | STP . | TRM | LBH | ALA | IMS | INDY | DET | GTW | ROA | MDO | IOW | IOW | TOR | LAG | POR | MIL | NSH | HN*      | 0*   |

* A szezon jelenleg is zajlik.

## Magánélete
2020. április 18-án bejelentette, hogy édesapja, Mihail Svarcman is elhunyt a koronavírus-fertőzés következtében, 52 éves korában.

## További információ
- Hivatalos honlapja (oroszul)
- Hivatalos DriverDB honlapja